# Vizcaino viscainensis
Genre
Espèce
Synonymes
- Vaejovis viscainensis Williams, 1970
- Hoffmannius viscainensis (Williams, 1970)

Vizcaino viscainensis, unique représentant du genre Vizcaino, est une espèce de scorpions de la famille des Vaejovidae.

## Distribution
Cette espèce est endémique du Mexique. Elle se rencontre en Basse-Californie et en Basse-Californie du Sud dans le désert de Vizcaíno.

## Description
Le mâle holotype mesure 44,0 mm et la femelle paratype 49,0 mm

## Systématique et taxinomie
Cette espèce a été décrite sous le protonyme Vaejovis viscainensis par Williams en 1970. Elle est placée dans le genre Hoffmannius par Soleglad et Fet en 2008 puis dans le genre Vizcaino par González Santillán et Prendini en 2013.

## Étymologie
Son nom d'espèce, composé de viscain[o] et du suffixe latin -ensis, « qui vit dans, qui habite », lui a été donné en référence au lieu de sa découverte, le désert de Vizcaíno.

## Publications originales
- Williams, 1970 : « New scorpions belonging to the Eusthenura group of Vejovis from Baja California, Mexico (Scorpionida, Vejoviae). » Proceedings of the California Academy of Sciences, sér. 4, vol. 37, p. 395-418 (texte intégral).
- González Santillán & Prendini, 2013 : « Redefinition and generic revision of the North American vaejovid scorpion subfamily Syntropinae Kraepelin, 1905, with descriptions of six new genera. » Bulletin of The American Museum of Natural History, no 382, p. 1-71 (texte intégral).